# Ekkehard Grundmann
Ekkehard Grundmann (* 28. September 1921 in Eibenstock; † 25. März 2022 in Münster) war ein deutscher Pathologe und Hochschullehrer.

## Leben
Ekkehard Grundmann wurde als Sohn des Oberstudiendirektors Fritz Grundmann und seiner Frau Frieda geboren. Nach dem Abitur 1939 war er Soldat der Kriegsmarine und wurde im Oktober 1945 aus englischer Kriegsgefangenschaft entlassen. Während des Krieges konnte er in Freiburg und in Wien sechs Semester Medizin studieren. Er setzte das Medizinstudium 1946 in Freiburg fort und promovierte dort nach Abschluss des Staatsexamens 1950 zum Dr. med. Nach einem Jahr Innere Medizin in Marburg wurde er Assistent am Institut für Pathologie der Universität Freiburg, wo er sich 1958 für Allgemeine und Spezielle Pathologie habilitierte und 1963 zum apl. Professor ernannt wurde. In Freiburg gelang ihm spektroskopisch der Nachweis, dass die DNA nicht – wie damals angenommen – am Anfang der Zellkernteilung erfolgt, sondern in einer speziellen Phase zwischen zwei Teilungen, der S-Phase. Auch gelang ihm histologisch und zytologisch der Nachweis von zwei verschiedenen Lymphozytentypen, den späteren T- und B-Lymphozyten. Von 1963 bis 1971 leitete er das Institut für experimentelle Pathologie der Bayer AG in Wuppertal und konnte die L-Asparaginase als Therapeutikum gegen Leukämie entwickeln.
Er kehrte im Herbst 1971 an die Universität zurück und leitete als Ordinarius das Institut für Pathologie der Westfälischen-Wilhelms-Universität Münster als Nachfolger von Willy Giese. Mit Hans Henning Matthiaß, dem Direktor der Orthopädischen Klinik, gründete er 1973 das Knochengeschwulstregister Westfalen. Von 1974/75 war er Dekan der Medizinischen Fakultät und 1977/78 Prorektor der Universität.
Neben den Aufgaben der Lehre und der Krankenversorgung widmeten er und seine Mitarbeiter sich vorwiegend der Krebsforschung unter Bevorzugung der Entdeckung der Krebsvorstadien in Brust, Magen und Dickdarm, woraus sich praktische Folgerungen zur Krebsfrüherkennung ergaben. Diese konnte er auch realisieren, da er 1971 zum Vorsitzenden der Gesellschaft zur Bekämpfung der Krebskrankheiten Nordrhein-Westfalen gewählt und 1973 zum Vorsitzenden des Internationalen Wissenschaftlichen Beirates des Deutschen Krebsforschungszentrums in Heidelberg, 1974 zum Vorsitzenden der Sektion „Epidemiologie“ im „Gesamtprogramm Krebsforschung“ der Bundesregierung berufen wurde. Er war ab 1973 Gründer und Leiter des Epidemiologischen Krebsregisters für den Regierungsbezirk Münster. Von 1979 bis 1983 war er Vorsitzender der Arbeitsgemeinschaft Deutscher Tumorzentren, wo er neben Aufgaben der Diagnose und Bekämpfung der Tumorerkrankungen betont die Krebsfrüherkennung förderte. Als Präsident der Deutschen Krebsgesellschaft forderte er 1986 auf dem Deutschen Krebskongress in München die Krankenkassen auf, alle Frauen und Männer, die regelmäßig die Krebsvorsorge-Untersuchungen vornehmen lassen, durch Beitragssenkungen dafür zu belohnen. Von 1987 bis 1994 war er Vertreter der Bundesrepublik Deutschland und Vizepräsident im Experten-Komitee die EU-Aktion „Europa gegen Krebs“ in Brüssel. In Münster hatte er nicht nur ein Onkologisches Nachsorge-Register, sondern auch die ersten Krebsberatungsstelle in NRW zur sozialen und psychologischen Beratung von aus der stationären Behandlung entlassenen Patienten und deren Angehörigen eingerichtet. Nach seiner Emeritierung 1986 blieb er weiter aktiv in den genannten Gremien, besonders als Ehrenvorsitzender der Gesellschaft zur Bekämpfung der Krebskrankheiten Nordrhein-Westfalen und ab 1994 als Ehrenvorsitzender des Tumorzentrums Münsterland. Am 25. März 2022 verstarb er in Münster.
1978 wurde er in die Nordrhein-Westfälische Akademie der Wissenschaften und der Künste gewählt.

## Auszeichnungen
Er erhielt 1969 den Italienischen Staatspreis für industriellen Gesundheits-Schutz, 1982 die Antonio de Almeida – Gedenkmedaille der Universität Campinas in Brasilien, 1983 die Medaille den Chilenischen Gesellschaft für Medizin. 1986 wurde er Ehren-Professor (Prof.h.c) der Pontificia Universidad Católica de Chile. 1988 erhielt er den Jahrespreis der Japan Society for the Promotion of Science und 1987 das Große Verdienstkreuz des Verdienstordens der Bundesrepublik Deutschland. 1993 erhielt er die Ehrenpromotion (Dr.med. h.c.) der Medizinischen Fakultät Düsseldorf, 1994 die Ehrenpromotion (Dr. med. h.c.) der Medizinischen Fakultät Concepción in Chile und 1999 die Rudolf-Virchow-Medaille der Deutschen Gesellschaft für Pathologie. Ab 1965 war er Ehrenmitglied der Spanischen Gesellschaft für Pathologie, seit 1977 der American Association of Pathologists, seit 1980 der Ungarischen Gesellschaft für Pathologie, seit 1982 der Chilenischen Gesellschaft für Pathologie und seit 1982 der European Society of Pathology. Seit 1986 war Grundmann Mitglied der Leopoldina.

## Veröffentlichungen (Auswahl)
Neben über 300 wissenschaftlichen Arbeiten vorwiegend zu Onko-Pathologe veröffentlichte er als Lehrbücher und Monographien:
- Allgemeine Zytologie 1964 (Englisch 1966, Spanisch 1967),
- Early Gastric Cancer (mit H.Grunze, S. Witte) 1974,
- Lehrbuch der Speziellen Pathologie 5. Aufl. 1974, 6. Auflage 1979, 7. Auflage 1986,
- Atlas der Speziellen Pathologie 1986, (übersetzt in Englisch, Italienisch, Griechisch, Indonesischen, Japanisch),
- als Hrsg.: Einführung in die Allgemeine Pathologie und in Teile der Pathologischen Physiologie. 1. Auflage 1976, 9. Auflage 1994.
- Kursus der Allgemeinen Histopathologie (mit K.v.Rudorff) 1. Auflage 1991, 2. Auflage 1993,
- Tumor-Histologieschlüssel (mit P. Hermanek und G. Wagner) 2. Auflage 1997,
- Basisdokumentation für Tumorkranke (mit G. Wagner), 1. Auflage 1983, 5. Auflage 1999,
- Gerhard Domagk. Der erste Sieger über die Infektionskrankheiten 2001 (Englisch 2002),
- Das ist Krebs. Entwicklungen, Erkenntnisse, Erfolge 2007.